# Casco bigelowi
Casco bigelowi är en kräftdjursart som först beskrevs av Blake 1929.  Casco bigelowi ingår i släktet Casco och familjen Melphidippidae. Inga underarter finns listade i Catalogue of Life.